# Arpa Ka'on
Arpa Khan, Arpā Kaʾon ou Arpa Gāvon, Ce n’est pas un houlagide car il n’est pas le descendant de Hülegü, mais d’Ariq Böke (Arīq Būkā, Arïq-bögä), son plus jeune frère. Il règne cinq mois comme il-khan de Perse de 1335 à 1336.

## Biographie
La mort d’Abu Saïd (30 novembre 1335) amène la dissolution du khanat mongol de Perse. Au lieu de choisir un nouveau khan dans la maison de Hülegü, les seigneurs élisent un gengiskhanide d’une autre branche, Arpā Kaʾon descendant d’Ariḡ Böke frère de Hülegü. Arpā Kaʾon est rapidement intronisé le 5 décembre 1335, de sorte à empêcher Özbeg, khan de la Horde d'or, d’être candidat à cette succession. Arpā Kaʾon épouse Sati Beg, sœur de son prédécesseur et veuve de Chupan. Delchâd Khâtûn, veuve d’Abu Saïd est alors enceinte d’un possible héritier. Par prudence, elle se réfugie à Diyarbakır auprès de son cousin et oncle d’Abu Saïd, Alî Pâdchâh. Sept mois plus tard, elle donne naissance à une fille (18 mai 1336). Arpā Kaʾon essaie de renforcer sa position en rétablissant dans leurs fonctions ceux qu’Abu Saïd avait évincés au cours des dernières années de son règne. Le jalayiride chaykh Hasan Buzurg bénéficie de cette mesure : il est rétabli dans son titre d’amīr-e olūs, titre que lui avait donné Abu Saïd peut-être en compensation de son divorce d’avec Bagdâd Khâtûn
Avant sa mort Abu Saïd était en campagne contre Özbeg, khan de la Horde d'or. Charles Defrémery rapporte ainsi la fin d’Abu Saïd :

« À la fin de l'année 1335 l'empereur Uzbek qui était de la race de Djoutchi forma le projet dans le Decht-Khazar de conquérir l'Arran et l'Azerbéidjan. Le sultan Abou Saïd au commencement de l'année 736 et avant que l'ennemi eût fait aucune conquête se dirigea vers l'Arran avec ses troupes quoique la température fût extrêmement chaude. Lorsqu'il fut arrivé sur les confins du Chirvan beaucoup de ses soldats périrent à cause de la chaleur et de la corruption de l'air. L'empereur fut pris aussi d'une violente maladie dont il mourut. »

— Charles Defrémery, Op.cit. (lire en ligne), « Février-Mars 1851 (Fragments de géographes et d'historiens arabes et persans inédits relatifs aux anciens peuples du Caucase et de la Russie méridionale inédits et accompagnés de notes critiques.) », p. 132.
Arpa Ka’on poursuit cette campagne contre Özbeg, il se dirige vers Derbent. Il campe sur la rive de la Koura face à l’armée d’Özbeg. Les deux armées contrôlent les gués s’empêchant mutuellement de traverser le fleuve. Arpā Kaʾon ordonne à ses émirs de prendre l’armée d’Özbeg par derrière avec ses meilleures troupes. Au moment où Özbeg apprend que l’armée d’Arpā Kaʾon est en train de le prendre à revers, il apprend aussi la mort de Kutlug Temür son gouverneur du Khwarezm. Özbeg est contraint de se retirer pour aller au Khwarezm.
Après cette campagne Arpā Kaʾon commence une série de meurtres dont le premier est celui de la veuve d’Abu Saïd Bagdâd Khâtûn (16 décembre 1335). Il l’accuse d’avoir empoisonné son mari et d’être à l’origine de l’attaque d’Özbeg contre lui. Ibn Battûta illustre cette version, plus romanesque, de la fin d’Abu Saïd et de la mort de sa fille :

« Ce prince (Abu Saïd), ayant épousé plus tard une femme appelée Dilchâd, il l’aima d’un violent amour, et négligea Baghdâd khâtoûn. Or celle-ci en fut jalouse, et empoisonna Abou Sa’îd au moyen d’un linge, avec lequel elle le frotta après l’acte conjugal. Il mourut, sa postérité s’éteignit, et ses émirs s’emparèrent des provinces, ainsi que je le raconterai.
 
Lorsque les émirs surent que c’était Baghdâd khâtoûn qui avait empoisonné Abou Sa’îd, ils convinrent de la mettre à mort. L’eunuque grec, Khodjah Loulou, qui était un des principaux et des plus anciens émirs, s’empressa de mettre cette sentence à exécution. Il vint trouver Baghdâd khâtoûn pendant qu’elle était dans le bain, la frappa d’un coup de sa massue et la tua. »

— Ibn Battûta, Op. cit. (lire en ligne), « Du Sultan des deux Irâks et du Khorâçân », p. 375 (.pdf).
Parmi les autres victimes d’Arpā Kaʾon il y a l’injouïde Charaf Mahmu`ud Chah (mars 1336) accusé de comploter pour mettre sur le trône un descendant de Hülegü. Arpā Kaʾon élimine aussi plusieurs princes du sang genghiskhanides. Alî Pâdchâh, le protecteur de Delchâd Khâtûn, s’assure de la neutralité de Hasan Buzurg et attaque Arpa Ka’on. De nombreux émirs, même parmi ceux qu’Arpa Ka’on a sortis de prison et réhabilité, désertent. Surgan, le dernier fils de Chupan est au côté du sultan. Arpa Ka’on est battu au cours d’un combat confus au bord de la rivière Zarrineh. Arpa Ka’on est pris à Sultaniya et amené à Ujan où il est remis à l’injouïde Mahmud Chah qui le met à mort (15 mai 1336). Alî Pâdchâh proclame Mûsâ (en) nouvel il-Khan.
Un chroniqueur anonyme arménien affirme qu’Arpā Kaʾon était chrétien et que c’est la raison pour laquelle il a été tué. Aucune autre source ne recoupe cette affirmation. Il est décrit comme un Mongol de l’ancienne école qui observe les coutumes mongoles mais ne tient aucun compte des lois édictées par ses deux prédécesseurs Oldjaïtou et Abu Saïd. Il aurait aussi consacré tout l’argent des impôts aux armées, semble-t-il dans le but de revenir sur les réformes des règnes précédents. Il est avéré qu’Arpā Kaʾon est le dernier il-khan à avoir exercé un réel pouvoir au cours de son règne ; les souverains suivants ne sont que des fantoches alors que le pouvoir réel se partage entre les Chupanides et les Jalayirides.

## Ancêtres
|  |                                               |  |  |  |  |  |  |  |  |  |  |  |  |  |  |  |  |  |  |
|  | 32. Tolui (v.1191 - 1232)                     |  |  |  |  |  |  |  |  |  |  |  |  |  |  |  |  |  |  |
|  |                                               |  |  |  |  |  |  |  |  |  |  |  |  |  |  |  |  |  |  |
|  |                                               |  |  |  |  |  |  |  |  |  |  |  |  |  |  |  |  |  |  |
|  | 16. Ariq Boqa (1210 - 1266)                   |  |  |  |  |  |  |  |  |  |  |  |  |  |  |  |  |  |  |
|  |                                               |  |  |  |  |  |  |  |  |  |  |  |  |  |  |  |  |  |  |
|  |                                               |  |  |  |  |  |  |  |  |  |  |  |  |  |  |  |  |  |  |
|  | 33. Sorgaqtani (v.1198 - 1252)                |  |  |  |  |  |  |  |  |  |  |  |  |  |  |  |  |  |  |
|  |                                               |  |  |  |  |  |  |  |  |  |  |  |  |  |  |  |  |  |  |
|  |                                               |  |  |  |  |  |  |  |  |  |  |  |  |  |  |  |  |  |  |
|  | 8. Melik Temūr (v.1240 - 1307)                |  |  |  |  |  |  |  |  |  |  |  |  |  |  |  |  |  |  |
|  |                                               |  |  |  |  |  |  |  |  |  |  |  |  |  |  |  |  |  |  |
|  |                                               |  |  |  |  |  |  |  |  |  |  |  |  |  |  |  |  |  |  |
|  | 34. Chigu (v.1190 - ap.1206) Prince Khongirad |  |  |  |  |  |  |  |  |  |  |  |  |  |  |  |  |  |  |
|  |                                               |  |  |  |  |  |  |  |  |  |  |  |  |  |  |  |  |  |  |
|  |                                               |  |  |  |  |  |  |  |  |  |  |  |  |  |  |  |  |  |  |
|  | 17. Achitai Khatun                            |  |  |  |  |  |  |  |  |  |  |  |  |  |  |  |  |  |  |
|  |                                               |  |  |  |  |  |  |  |  |  |  |  |  |  |  |  |  |  |  |
|  |                                               |  |  |  |  |  |  |  |  |  |  |  |  |  |  |  |  |  |  |
|  | 35. Temulun Beki (1192 - ap.1206)             |  |  |  |  |  |  |  |  |  |  |  |  |  |  |  |  |  |  |
|  |                                               |  |  |  |  |  |  |  |  |  |  |  |  |  |  |  |  |  |  |
|  |                                               |  |  |  |  |  |  |  |  |  |  |  |  |  |  |  |  |  |  |
|  | 4. Mingyan (v.1260 - ?)                       |  |  |  |  |  |  |  |  |  |  |  |  |  |  |  |  |  |  |
|  |                                               |  |  |  |  |  |  |  |  |  |  |  |  |  |  |  |  |  |  |
|  |                                               |  |  |  |  |  |  |  |  |  |  |  |  |  |  |  |  |  |  |
|  | 9. Ne                                         |  |  |  |  |  |  |  |  |  |  |  |  |  |  |  |  |  |  |
|  |                                               |  |  |  |  |  |  |  |  |  |  |  |  |  |  |  |  |  |  |
|  |                                               |  |  |  |  |  |  |  |  |  |  |  |  |  |  |  |  |  |  |
|  | 2. Söse (v.1280 - ?)                          |  |  |  |  |  |  |  |  |  |  |  |  |  |  |  |  |  |  |
|  |                                               |  |  |  |  |  |  |  |  |  |  |  |  |  |  |  |  |  |  |
|  |                                               |  |  |  |  |  |  |  |  |  |  |  |  |  |  |  |  |  |  |
|  | 5. Ne                                         |  |  |  |  |  |  |  |  |  |  |  |  |  |  |  |  |  |  |
|  |                                               |  |  |  |  |  |  |  |  |  |  |  |  |  |  |  |  |  |  |
|  |                                               |  |  |  |  |  |  |  |  |  |  |  |  |  |  |  |  |  |  |
|  | 1. Arpa Ka'on (v.1305 - 15/5/1336)            |  |  |  |  |  |  |  |  |  |  |  |  |  |  |  |  |  |  |
|  |                                               |  |  |  |  |  |  |  |  |  |  |  |  |  |  |  |  |  |  |
|  |                                               |  |  |  |  |  |  |  |  |  |  |  |  |  |  |  |  |  |  |
|  | 3. Ne                                         |  |  |  |  |  |  |  |  |  |  |  |  |  |  |  |  |  |  |
|  |                                               |  |  |  |  |  |  |  |  |  |  |  |  |  |  |  |  |  |  |
|  |                                               |  |  |  |  |  |  |  |  |  |  |  |  |  |  |  |  |  |  |